# Squarespace
Squarespace, Inc. là một công ty Mỹ có trụ sở tại thành phố New York, chuyên cung cấp dịch vụ thiết kế và lưu trữ website. Nền tảng của Squarespace hoạt động theo mô hình phần mềm dịch vụ (SaaS), cho phép người dùng tạo website một cách dễ dàng bằng cách sử dụng các mẫu giao diện có sẵn và các công cụ kéo thả trực quan.
Tính đến năm 2014, Squarespace đã gọi vốn thành công 78,5 triệu đô la, đồng thời bổ sung thêm các công cụ thương mại điện tử, dịch vụ tên miền và công cụ phân tích, thay thế backend code phức tạp bằng giao diện kéo thả trực quan. Ngày 19 tháng 5 năm 2021, Squarespace chính thức niêm yết trên Sở giao dịch chứng khoán New York, trước khi được Permira mua lại vào tháng 10 năm 2024. Theo thống kê của W3Techs, Squarespace hiện đang được 1,9% trong số 10 triệu website hàng đầu sử dụng.